# Classificação de Mallampati

Classificação de Mallampati.

Na anestesiologia, a classificação de Mallampati é usada para prever a facilidade de intubação do paciente.
Samsoon e Young, em 1987, propuseram a distinção em 4 classes para o teste de Mallampati:
- Classe I - palato mole, fauce, úvula e pilares amigdalianos visíveis;
- Classe II - palato mole, fauce e úvula visíveis;
- Classe III - palato mole e base da úvula visíveis;
- Classe IV - palato mole parcialmente visível.